# Wólka Okopska (stacja kolejowa)
Wólka Okopska – stacja kolejowa w Wólce Okopskiej, w województwie lubelskim, w Polsce. Znajduje się tu 1 peron.

## Ruch pasażerski[1]
| Rok  | Wymiana pasażerska na dobę |
| ---- | -------------------------- |
| 2017 | 0-9                        |
| 2018 | –                          |
| 2019 | –                          |
| 2020 | 0-9                        |
| 2021 | 0-9                        |
| 2022 | 0-9                        |
| 2023 | 0-9                        |